# Репинский сельсовет
Ре́пинский сельсове́т — административно-территориальное образование и бывшее муниципальное образование со статусом сельского поселения в Гайском районе Оренбургской области.
Административный центр и единственный населённый пункт — посёлок Репино.
Сельское поселение упразднено в 2015 году, территория вошла в состав Гайского городского округа.

## Население
| 2010 | 2012 | 2013 | 2014 | 2015 |
| ---- | ---- | ---- | ---- | ---- |
| 753  | ↘751 | ↘749 | ↘738 | ↗742 |